# Oreocryptophis porphyraceus
Genre
Synonymes
- Oreophis Utiger, Helfenberger & Schätti, in Utiger, Helfenberger, Schätti, Schmidt, Ruf & Ziswiler, 2002

Espèce
Synonymes
- Coluber porphyraceus Cantor, 1839
- Elaphe porphyracea (Cantor, 1839)
- Oreocryptophis porphyracea (Cantor, 1839)
- Psammophis nigrofasciatus Cantor, 1839
- Coronella callicephalus Gray, 1853
- Simotes vaillanti Sauvage, 1876
- Elaphe porphyracea kawakami Oshima, 1911
- Elaphe porphyracea pulchra Schmidt, 1925
- Elaphe porphyracea coxi Schulz & Helfenberger, 1998
- Elaphe porphyracea laticincta Schulz & Helfenberger, 1998

Oreocryptophis porphyraceus, unique représentant du genre Oreocryptophis, est une espèce de serpents de la famille des Colubridae.

## Répartition
Cette espèce se rencontre en Asie du Sud-Est, en Asie de l'Est et en Asie du Sud.

## Habitat
Il vit dans les forêts montagneuses.

## Description

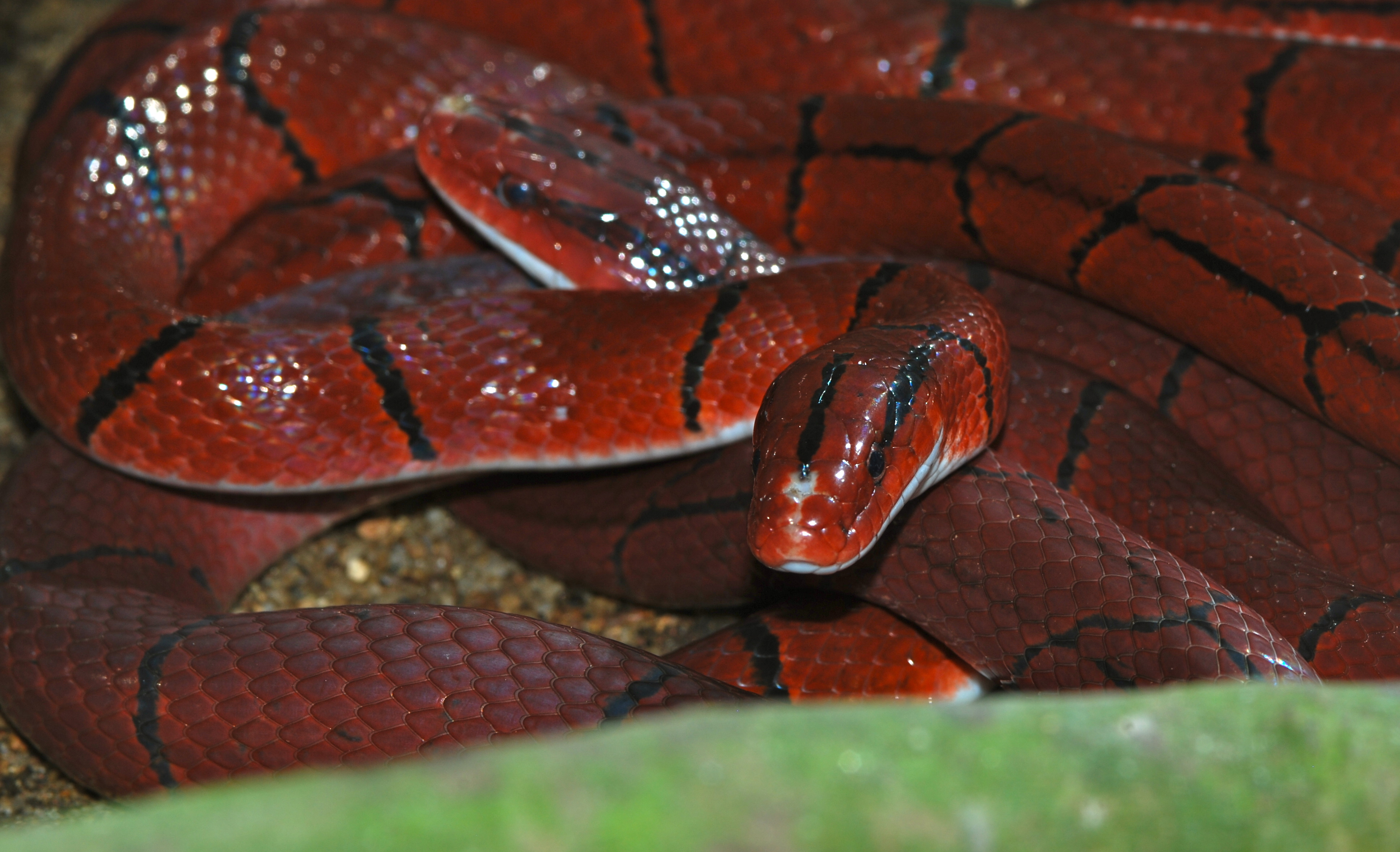
Oreocryptophis porphyraceus

Ce serpent est rouge ou orange, avec des bandes noires. La tête est petite. C'est une espèce terrestre qui vit dans des climats plutôt frais, et qu'on rencontre dans les forêts des montagnes et plateaux d'Asie. Il est nocturne mais peut être actif également en fin d'après-midi et en début de matinée. Il se nourrit principalement de rongeurs, parfois de batraciens.

## Liste des sous-espèces
Selon The Reptile Database (19 février 2014) :
- Oreocryptophis porphyraceus porphyraceus (Cantor, 1839)
- Oreocryptophis porphyraceus coxi (Schulz & Helfenberger, 1998)
- Oreocryptophis porphyraceus laticincta (Schulz & Helfenberger, 1998)
- Oreocryptophis porphyraceus kawakamii (Oshima, 1911)
- Oreocryptophis porphyraceus pulchra (Schmidt, 1925)
- Oreocryptophis porphyraceus vaillanti (Sauvage, 1876)

## Publications originales
- Cantor, 1839 : Spicilegium Serpentium Indicorum. part 1 Proceedings of the Zoological Society of London, vol. 1839, p. 31-34 (texte intégral).
- Oshima, 1911 "1910" : An annotated list of Formosan snakes, with descriptions of four new species and one new subspecies. Annotationes Zoologicae Japonenses, Tokyo, vol. 7, no 3, p. 185-207.
- Sauvage, 1876 : Sur quelques Batraciens de Chine. Bulletin de la Societe Philomathique, sér. 7, vol. 1, p. 115-118 (texte intégral).
- Schmidt, 1925 : New reptiles and a new salamander from China. American Museum Novitates, no 157, p. 1-5 (texte intégral).
- Schulz & Helfenberger, 1998 : Eine Revision des Unterarten-Komplexes der Roten Bambusnatter Elaphe porphyracea (Cantor, 1839). Sauria, vol. 20, no 1, p. 25-45 (texte intégral).
- Utiger, Helfenberger, Schätti, Schmidt, Ruf & Ziswiler, 2002 : Molecular systematics and phylogeny of Old and New World ratsnakes, Elaphe auct., and related genera (Reptilia, Squamata, Colubridae). Russian Journal of Herpetology, vol. 9, no 2, p. 105–124 (texte intégral).
- Utiger, Schatti & Helfenberger, 2005 : The oriental colubrine genus Coelognathus FITZINGER, 1843 and classification of old and new world racers and ratsnakes (Reptilia, Squamata, Colubridae, Colubrinae). Russian Journal of Herpetology, vol. 12, no 1, p. 39-60 (« texte intégral »(Archive.org • Wikiwix • Archive.is • Google • Que faire ?)).